# Генкок (округ, Джорджія)
Шаблон:StateAbbr_ 33°16′ пн. ш. 83°00′ зх. д. / 33.27° пн. ш. 83° зх. д.
Округ  Генкок (англ. Hancock County) — округ (графство) у штаті  Джорджія, США. Ідентифікатор округу 13141.

## Історія
Округ утворений 1793 року.

## Демографія
За даними перепису 2000 року  загальне населення округу становило 10 076 осіб, зокрема міського населення було 4 054, а сільського — 6 022. Серед мешканців округу чоловіків було 5380, а жінок — 4696. В окрузі було 3237 домогосподарств, 2311 родин, які мешкали в 4287 будинках. Середній розмір родини становив 3,22.
Віковий розподіл населення поданий у таблиці:
| Стать    | До 15 років | 15-21 | 22-29 | 30-39 | 40-49 | 50-65 | 65-85 | Понад 85 |
| -------- | ----------- | ----- | ----- | ----- | ----- | ----- | ----- | -------- |
| Чоловіки | 1024        | 522   | 765   | 986   | 821   | 784   | 442   | 36       |
| Жінки    | 964         | 457   | 404   | 643   | 710   | 787   | 634   | 97       |

## Суміжні округи
- Таліяферро - північ
- Воррен - північний схід
- Ґлескок - схід
- Вашингтон - південний схід
- Болдвін - південний захід
- Патнем - захід
- Грін - північний захід

## Виноски
1. ↑  U.S. Decennial Census. United States Census Bureau. Архів оригіналу за 12 травня 2015. Процитовано 23 червня 2014.
2. ↑  Historical Census Browser. University of Virginia Library. Архів оригіналу за 11 серпня 2012. Процитовано 23 червня 2014.
3. ↑  Population of Counties by Decennial Census: 1900 to 1990. United States Census Bureau. Архів оригіналу за 2 лютого 2019. Процитовано 23 червня 2014.
4. ↑  Census 2000 PHC-T-4. Ranking Tables for Counties: 1990 and 2000 (PDF). United States Census Bureau. Архів оригіналу (PDF) за 18 грудня 2014. Процитовано 23 червня 2014.
5. ↑  State & County QuickFacts. United States Census Bureau. Архів оригіналу за 7 червня 2011. Процитовано 23 червня 2014.(англ.) Наведено за англійською вікіпедією.
6. ↑  American FactFinder. Бюро перепису населення США. Архів оригіналу за 21 травня 2008. Процитовано 31 січня 2008.

| США | Це незавершена стаття з географії США. Ви можете допомогти проєкту, виправивши або дописавши її. |